# Находкинская тундра
Находкинская тундра — межселенная и труднодоступная территория Тазовского района Ямало-Ненецкого автономного округа.
Граничит с Тазовской тундрой на юге и Гыданской тундрой на севере. Административно относится к селу Находка. Население — около 800 человек (по переписи 2010 года). Связь со стойбищами ненцев обеспечивается вертолётами, а также снегоходами в зимний период.
Основная растительность местности — мох и лишайник. Находкинские ненцы пребывают в Находкинской тундре только в весенне-летний период. Заняты традиционными видами хозяйства — оленеводством, рыбалкой и охотой. Зимой большинство коренных жителей уводят стада оленей на запад через Тазовскую губу в Надымский район округа, где кочуют в верховьях реки Пойловояха и на её притоках. В Ямбурге продают оленье мясо и добытую рыбу (муксуну (муксун) и щекуру (щёкур)). Из лиственницы в бассейне реки Пойловояха находкинские ненцы изготавливают шесты для чума, доски для пола, домашнюю мебель. Обменивают предметы из дерева на оленей и оленьи шкуры у антипаютинских ненцев. Другая часть находкинских ненцев зимой остаётся в бассейне реки Мессояха, где также произрастает лиственница, являющаяся материалом для изготовления предметов быта. Они совершают обменные операции с гыданскими ненцами на территории Красноярского края. К весне находкинские оленеводы мигрируют обратно через Тазовскую губу в низовье реки Таз.
В переписи населения 2010 года приняла участие долгожительница Находкинской тундры Салиндер Пудако 1900 года рождения.